# Programa de afiliados
Programa de afiliados é um serviço de publicidade prestado por uma empresa que aluga e vende espaços publicitários na internet, de modo que o titular do espaço locado é remunerado de acordo com o desempenho da campanha publicitária.
Há diversos tipos de programa de afiliados, entre eles: CPC (Custo por Clique), CPA (Custo por Aquisição), CPL (Custo por Lead) e CPM (Custo por Mil Impressões). Por outro lado o afiliado também exerce um papel importante que é conhecido como marketing de afiliado (affiliate marketing) em que tem todo o trabalho de gerar conversões para o anunciante em troca de comissões. Entre os programas de afiliados mais conhecidos podemos citar: Google Adsense, Hotmart, Mercado Livre e Amazon.

## Como funciona
O marketing de afiliados tornou-se popular para pessoas que buscam aumentar sua renda ou iniciar seu próprio negócio em casa com custos iniciais mínimos. Uma das vantagens é que o indivíduo não precisa de conhecimento técnico para se tornar um profissional em marketing afiliado.
Na prática, todo site ou empresa que oferece o serviço de programa de afiliados gera um link diferenciado para o usuário que fará a divulgação daquele produto, que pode ser físico ou digital (e-books e cursos online) e por meio de um código, consegue identificar toda compra que foi realizada por meio daquele link, proporcionando uma comissão por venda concluída. O conceito de marketing de afiliados é advindo da prática de revenue sharing, ou "compartilhamento de receita", implementado pelo governo americano entre os anos de 1972 e 1986.
Existem também duas formas comuns de se trabalhar com o marketing de afiliados, sendo elas como produtor e/ou afiliado.

## Programas de afiliação e os modelos de atribuição
Uma conversão não é apenas a finalização de uma compra, e sim qualquer ação realizada pelo usuário dentro do website que corresponda a algum objetivo do negócio, por exemplo, um cadastro em uma newsletter, um play em um vídeo, etc. Já os pontos de contato ou canais são os caminhos pelos quais os usuários passam antes de chegar ao site, como:
- E-mail marketing;
- Rede de display (portais, blogs);
- Rede de pesquisa paga (Google ADS/CPC);
- Redes sociais (Twitter, Facebook, YouTube, instagram, etc);
- Redes de afiliados.

### Principais modelos de atribuição
- Last click: a conversão é atribuída 100% ao último ponto de contato. Como comentado anteriormente, é o modelo de atribuição mais utilizado no mercado atualmente;
- Last Click Non-Direct: o acesso direto é ignorado e a conversão é atribuída 100% ao último ponto de contato;
- First-Click: a conversão é atribuída 100% ao primeiro ponto de contato;
- Modelo linear: atribui valores iguais para todos os pontos de contato. Nesse caso 25% para cada canal;
- Modelo Position Based: atribui 40% para a primeira interação, 40% para a última interação e 20% são divididos para os pontos intermediários.
- Modelo Time Decay: os pontos de contato mais próximos da conversão recebem maior parte do crédito, ao critério do analista de performance.
- Modelo recorrente: este modelo de programa de afiliados propicia ao afiliado, receber valores mensais indicando apenas 1 única vez.